# Ołeksandr Kyryluk
Ołeksandr Illicz Kyryluk, ukr. Олександр Ілліч Кирилюк, ros. Александр Ильич Кирилюк, Aleksandr Iljicz Kiriluk (ur. 17 kwietnia 1962 w Łucku) – ukraiński piłkarz, grający na pozycji obrońcy, trener piłkarski.

## Kariera piłkarska

### Kariera klubowa
Wychowanek Szkoły Sportowej w Łucku. Pierwszy trener Albert Mikojan. Po ukończeniu DJuSSz grał w amatorskim zespole Pryład Łuck, kierowanym przez wówczas młodego trenera Witalija Kwarcianego. Następnie obiecującego piłkarza zauważył trener Wjaczesław Perszyn i zaprosił go do swojego zespołu Torpedo Łuck, w którym w 1982 rozpoczął karierę piłkarską. Jednak przebić się do pierwszej drużyny młodemu zawodnikowi było dość trudno, i wkrótce wrócił do Pryładu Łuck, z którym zdobył mistrzostwo i Superpuchar Towarzystwa "Awanhard". Udana gra obrońcy ponownie przyciągnęła uwagę głównego trenera zespołu i wkrótce zaoferowano mu ponownie spróbować swoich sił w łuckim Torpedo, którym kierował Myron Markewicz. Jednak był powołany do służby w Armii Radzieckiej. Po zwolnieniu z wojska grał w amatorskim zespole Pidszypnyk Łuck, a w 1987 został zaproszony przez trenera Wjaczesława Pershyna do Dnipra Czerkasy. W czerkaskim zespole występował przez 9 sezonów, a latem 1995 przeszedł do Naftowyka Ochtyrka. W następnym roku przeniósł się do Werchowyny Użhorod, ale występował tylko w rundzie jesiennej, a potem powrócił do Czerkas, gdzie został piłkarzem FK Czerkasy. Latem 1995 zakończył karierę piłkarską.

## Kariera trenerska
Po zakończeniu kariery piłkarskiej rozpoczął pracę szkoleniową. Najpierw pomagał trenować FK Czerkasy, a w grudniu 1999 objął stanowisko głównego trenera czerkaskiego klubu. Pierwszą drużynę prowadził do 17 lipca 2001, po czym powrócił do obowiązków asystenta trenera. Od 10 maja 2002 do końca sezonu 2001/02 ponownie prowadził FK Czerkasy. Potem do października 2002 kierował drugoligowym zespołem Systema-Boreks Borodzianka. W 2003 pracował w sztabie szkoleniowym Wjaczesława Pershyna pomagając trenować rosyjski klub Wołga Twer. W latach 2004–2005 trenował amatorski zespół Złatokraj Zołotoniski rejon, a od sierpnia 2007 Chodak Czerkasy. W 2010 objął stanowisko głównego trenera Sławutycza Czerkasy, z którym pracował do 19 października 2012. 23 września 2016 ponownie stał na czele czerkaskiego klubu, który już nazywał się Czerkaśkyj Dnipro Czerkasy. 10 listopada 2016 został zwolniony z zajmowanego stanowiska. 23 czerwca 2017 znów stał na czele czerkaskiego klubu. 2 grudnia 2017 zmienił stanowisko na dyrektora sportowego Dnipra. Od 1 lipca 2018 do 5 września 2019 ponownie stał na czele Czerkaszczyny Czerkasy.

## Sukcesy i odznaczenia

### Sukcesy klubowe
- mistrz Drugiej Lihi: 1993
- mistrz Ukraińskiej SRR spośród zespołów amatorskich: 1987
- mistrz DST "Awanhard": 1984
- zdobywca Superpucharu DST "Awanhard": 1984

### Sukcesy trenerskie
- brązowy medalista Pierwszej Lihi: 2000